# Pueblo de Atirro
Atirro es un poblado en el distrito de La Suiza, del cantón de Turrialba, de la provincia de Cartago, en Costa Rica.

## Toponimia
Su nombre deriva de un rey indígena.

## Historia

### Reducción indígena
En el pasado fue una reducción indígena de Costa Rica, fundada por los españoles en la época de la Casa de Austria, en las márgenes del río Atirro, a unos 15 kilómetros de la actual ciudad de Turrialba.

### Siglos XVII a XX
Hasta 1660 perteneció al Corregimiento de Turrialba y posteriormente quedó bajo la autoridad del gobernador de Costa Rica. Desde esa época se desarrollaron diferentes cultivos, como lo fue a inicios de 1900 las plantaciones de banano y plátano, posteriormente el cultivo de café y luego (hasta la actualidad) el cultivo de la caña de azúcar.
A principios del siglo XX se albergó en Atirro el primer consulado de Suiza en el país.

## Economía
El poblado de Atirro alberga una industria de azúcar denominada Ingenio Atirro, que anualmente procesa cerca del 4% de la producción de azúcar del país y un beneficio (Beneficio Grano de Oro) y tostadora de café (Café Hacienda Real).
- Datos: Q6090979

1. ↑  «Código Postal». Correos de Costa Rica. Consultado el 6 de setiembre de 2020.